# Margites modicus
Margites modicus là một loài bọ cánh cứng trong họ Cerambycidae.